# Deuterodon
Deuterodon és un gènere de peixos de la família dels caràcids i de l'ordre dels caraciformes.

## Taxonomia
- Deuterodon iguape (Eigenmann, 1907)[2]
- Deuterodon langei (Travassos, 1964)[3]
- Deuterodon longirostris (Steindachner, 1907)[4]
- Deuterodon parahybae (Eigenmann, 1908)[5]
- Deuterodon pedri (Eigenmann, 1908)[5]
- Deuterodon potaroensis (Eigenmann, 1909)[6]
- Deuterodon rosae (Steindachner, 1908)[7]
- Deuterodon singularis (Lucena & Lucena, 1992)[8]
- Deuterodon stigmaturus (Gomes, 1947)[9]
- Deuterodon supparis (Lucena & Lucena, 1992)[8][10][11][12][13][14][15][16]